# 茶果嶺求子石

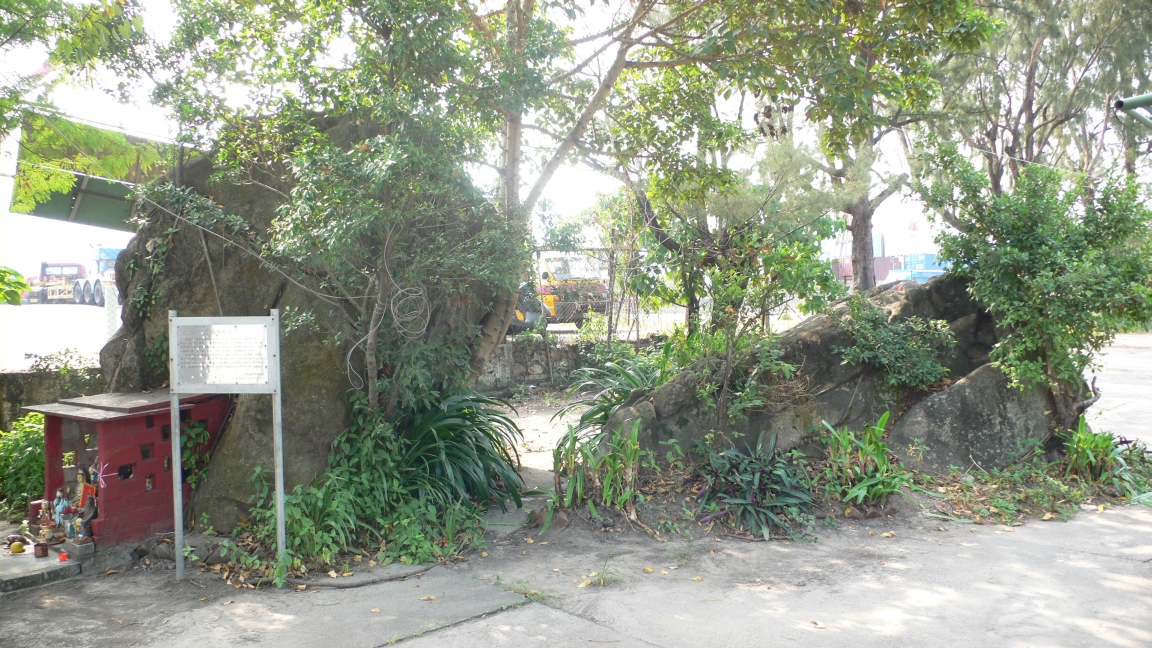
茶果嶺求子石

茶果嶺求子石是位於香港九龍觀塘區茶果嶺天后廟外的一對天然巨石，因為看起來似一對睾丸，故又稱為「卵石」，相傳有求子得子之效。

## 位置及現況

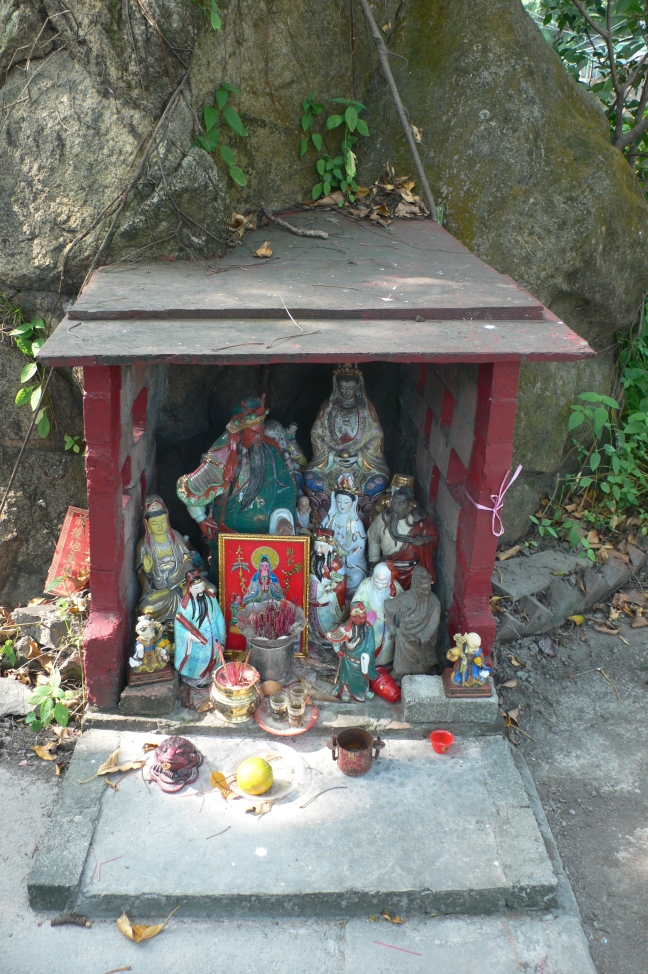
卵石下極為擠迫的神位

茶果嶺求子石位於茶果嶺天后廟外面，面對著茶果嶺道。現時一帶有鐵絲網包圍，但仍可進入。居民在其中一塊卵石下設有神位，內裡擠迫異常。

## 歷史及傳說

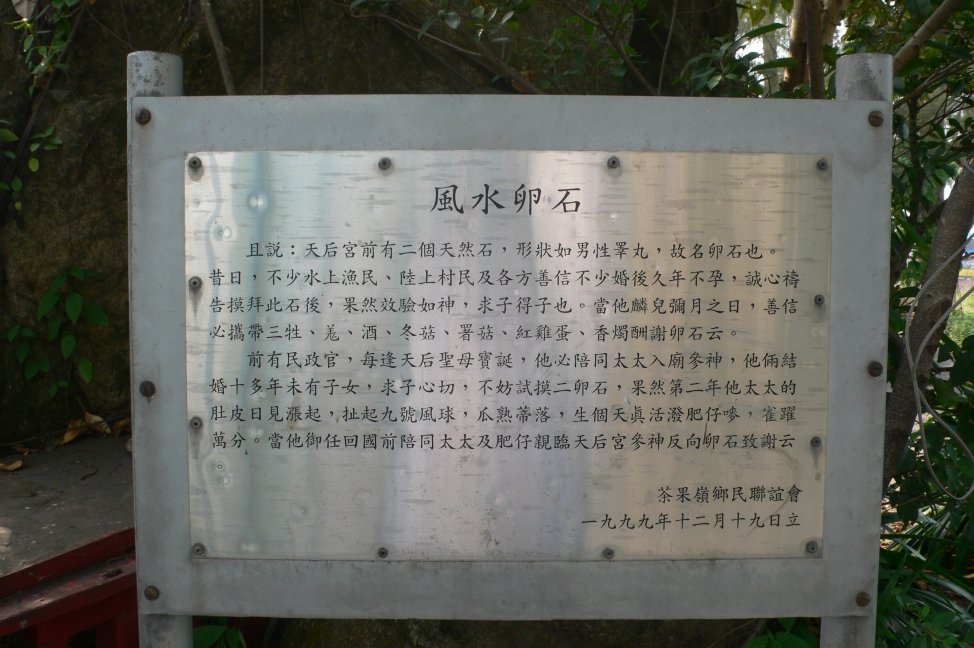
香港茶果嶺鄉民聯誼會所設的介紹板

在以前已有久年不孕的水上漁民、陸上村民以致區外的善信在參拜天后之外前來誠心禱告摸拜此石後便即求子得子。在嬰兒滿月時，父母根據傳統需攜帶三牲、酒、薑、冬菇、慈菇、紅雞蛋及香燭再來酬謝求子石。根據茶果嶺村所建的告示牌所述，以前曾有民政官久婚而無兒女，唯有於每年的天后寶誕攜同妻子前往廟宇參神，但後來在求子心切之下試摸求子石，結果民政官的妻子在次年即產下一兒。民政官後來在卸任回國時更攜同妻兒前來天后廟參神及向求子石致謝。

## 交通
- 小巴23B (由觀塘站附近的仁愛圍乘搭，或於油塘站乘搭23C)
- 的士